# Eugène Montagnier
Pour les articles homonymes, voir Montagnier.
Eugène Montagnier, né le 1er mars 1899 à Saint-Didier-au-Mont-d'Or (Rhône) et mort le 8 août 1980 à Francheville (Rhône), est un homme politique français.

## Biographie
Issu d'un milieu populaire (ses parents sont salariés agricoles), Eugène Montagnier décroche le certificat d'études avant de s'installer comme agriculteur.
Membre du Parti communiste à partir de 1935, il s'engage dans la résistance pendant la seconde guerre mondiale.
Placé en tête de la liste communiste dans la deuxième circonscription du Rhône pour l'élection de la première constituante, en avril 1945, il obtient 21,9 % des voix et est élu député. Il est réélu avec sensiblement le même résultat en juin 1946 (21,2 %) et de nouveau en novembre, progressant légèrement jusqu'à 23,9 %.
De nouveau tête de liste en 1951, il fait les frais du système des apparentements : la large alliance des listes de la troisième force obtient tous les sièges et, malgré un résultat de 20,2 %, Eugène Montagnier n'est pas réélu.
Il reprend alors une activité professionnelle, comme carrier, dans le Mont Verdun.
En 1956, il n'est plus qu'en deuxième position sur la liste communiste, derrière Camille Vallin, qui est élu député. Deux ans plus tard, il est encore candidat suppléant de Vallin dans la huitième circonscription du Rhône, emportée par Joseph Charvet.
Par la suite, Eugène Montagnier continue de militer au PCF, sans obtenir de mandat électoral important.

## Détail des fonctions et des mandats
Mandats parlementaires
- 21 octobre 1945 - 10 juin 1946 : Député du Rhône
- 2 juin 1946 - 27 novembre 1946 : Député du Rhône
- 10 novembre 1946 - 4 juillet 1951 : Député du Rhône